# EdelWeb
EdelWeb, est une société de conseil, expertise et audit, spécialisée dans la sécurité des réseaux et des applications TCP/IP en environnements Internet, Intranet et Extranet.

## Historique
Créée en 1994, elle fait partie des premières sociétés spécialisées en sécurité informatique en France. Elle participe d'ailleurs à la création de la Fédération des professionnels des tests intrusifs, qui vise notamment à doter cette profession d'une charte déontologique sur les aspects les plus sensibles des diagnostics,.
Ses fondateurs sont issus du monde de la recherche :
- Philippe Brun
- Paul-André Pays (ancien de l'Inria)[3]
- Peter Sylvester
- Jean-Christophe Touvet

EdelWeb est une société de technologie de l'INRIA et une spin-off du GMD, respectivement les deux Centres Nationaux de Recherche en Informatique de France et d'Allemagne. EdelWeb a été rachetée en 1999 par le groupe ON-X, et en est devenue une filiale.